# Paul Deselaers
Paul Deselaers (* 1947 in Geldern) ist ein deutscher römisch-katholischer Theologe und Sachbuchautor.

## Leben
Paul Deselaers wurde 1947 als drittes von sechs Geschwistern geboren und im August 1972 zum Priester geweiht. 1981 wurde er an der Westfälischen Wilhelms-Universität Münster mit der Arbeit Das Buch Tobit. Studien zu seiner Entstehung, Komposition und Theologie zum Dr. theol. promoviert. Sein Doktorvater war der alttestamentliche Bibelwissenschaftler Erich Zenger.
Ab 1981 wirkte er im Collegium Borromaeum Münster, zunächst als Subregens des Priesterseminars des Bistums Münster. 1984 wurde er von Bischof Reinhard Lettmann zum Spiritual ernannt und somit Nachfolger von Johannes Bours. 2012 wurde er von Bischof Felix Genn als Spiritual des Priesterseminars verabschiedet. Er war bis 2015 Gemeindepfarrer in Greven-Gimbte und seit 2002 Lehrbeauftragter für Homiletik an der Katholisch-Theologischen Fakultät der Universität Münster. Er war beratendes Mitglied der 2001 gegründeten Gotteslob-Kommission der Deutschen Bischofskonferenz. Seit 2022 lebt er als emeritierter Pfarrer in der Gemeinde St. Lamberti in Münster.

## Schriften
- Das Buch Tobit. Studien zu seiner Entstehung, Komposition und Theologie. Vandenhoeck und Ruprecht, Göttingen 1982, ISBN 3-525-53661-5.
- Sehnsucht nach dem lebendigen Gott. Das Buch Ijob. Verlag Katholisches Bibelwerk, Stuttgart 1983, ISBN 3-460-25081-X.
- „Wichtiger als tausend Lesemeister wäre ein Lebemeister“. (Meister Eckehart). Zur Spiritualität des Lesens. In: Adel Theodor Khoury (Hrsg.): Glauben durch Lesen? Für eine christliche Lesekultur (= Quaestiones disputatae, Bd. 128). Herder, Freiburg 1990, ISBN 3-451-02128-5, S. 98–112.
- Das Buch Tobit (Reihe Geistliche Schriftlesung). Patmos-Verlag, Düsseldorf 1990, ISBN 3-491-77167-6.
- mit Johannes Bours: Und doch ist Hoffnung. Gedanken zu und von Johannes Bours. Herder, Freiburg 1992, ISBN 3-451-22897-1.
- Das „Geistliche Jahr“ der Annette von Droste-Hülshoff. Koinonia-Oriens, Köln 1997, ISBN 3-933001-02-1.
- Wie Leben miteinander wieder heil wird. Die Josefsgeschichte in der Basilika von Kevelaer. Butzon und Bercker, Kevelaer 2003, ISBN 3-7666-0501-1.
- mit Dorothea Sattler: Es wurde Licht. Die Botschaft der biblischen Schöpfungstexte. Herder, Freiburg 2005, ISBN 3-451-28741-2.
- „Prüft die Geister, ob sie aus Gott sind“ (1 Joh 4,1). Spiritualität als Bemühung zur Unterscheidung der Geister. In: Jahrbuch für biblische Theologie, Jg. 24 (2009), S. 341–368.
- Weisheit aus der Bibel. Herder, Freiburg 2012, ISBN 978-3-451-30667-9.
- mit Robert Vorholt: Tod und Auferstehung. Perspektiven des Alten und Neuen Testaments. Echter, Würzburg 2020, ISBN 978-3-429-05535-6.